# Thalassianthus senckenbergianus
Thalassianthus senckenbergianus är en havsanemonart som beskrevs av Casimir R. Kwietniewski 1896. Thalassianthus senckenbergianus ingår i släktet Thalassianthus och familjen Thalassianthidae. Inga underarter finns listade i Catalogue of Life.